# Мотор Сич (авиакомпания)
Мотор Сич (укр. Мотор Січ) — украинская авиакомпания располагающаяся в Запорожье, структурное подразделение «Мотор Сич». Имеет флот из 10 самолётов и 7 вертолётов, выполняя регулярные пассажирские международные и внутренние рейсы, пассажирские и грузовые чартерные рейсы, а также специальные рейсы, обеспечивающие деятельность головного предприятия.
Имеет собственную лётно-техническую базу — стоянки, комплекс авиатехнических сооружений (ангары, АТБ авиакомпании и пр.), сертифицированную службу авиабезопасности, лабораторию по расшифровке чёрных ящиков. Основной площадкой компании является «Международный аэропорт Запорожье».

## Деятельность

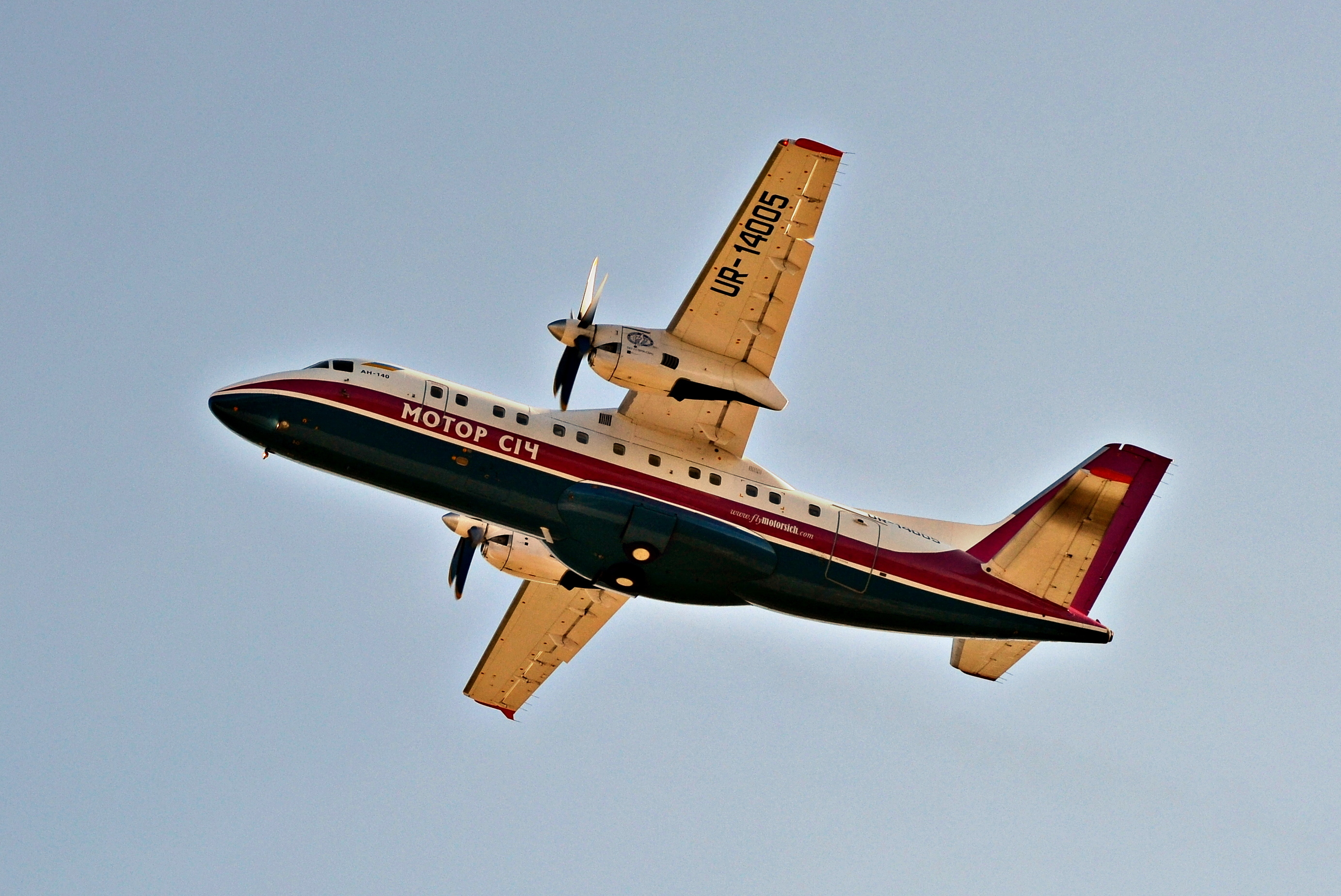
Ан-140-100, UR-14005

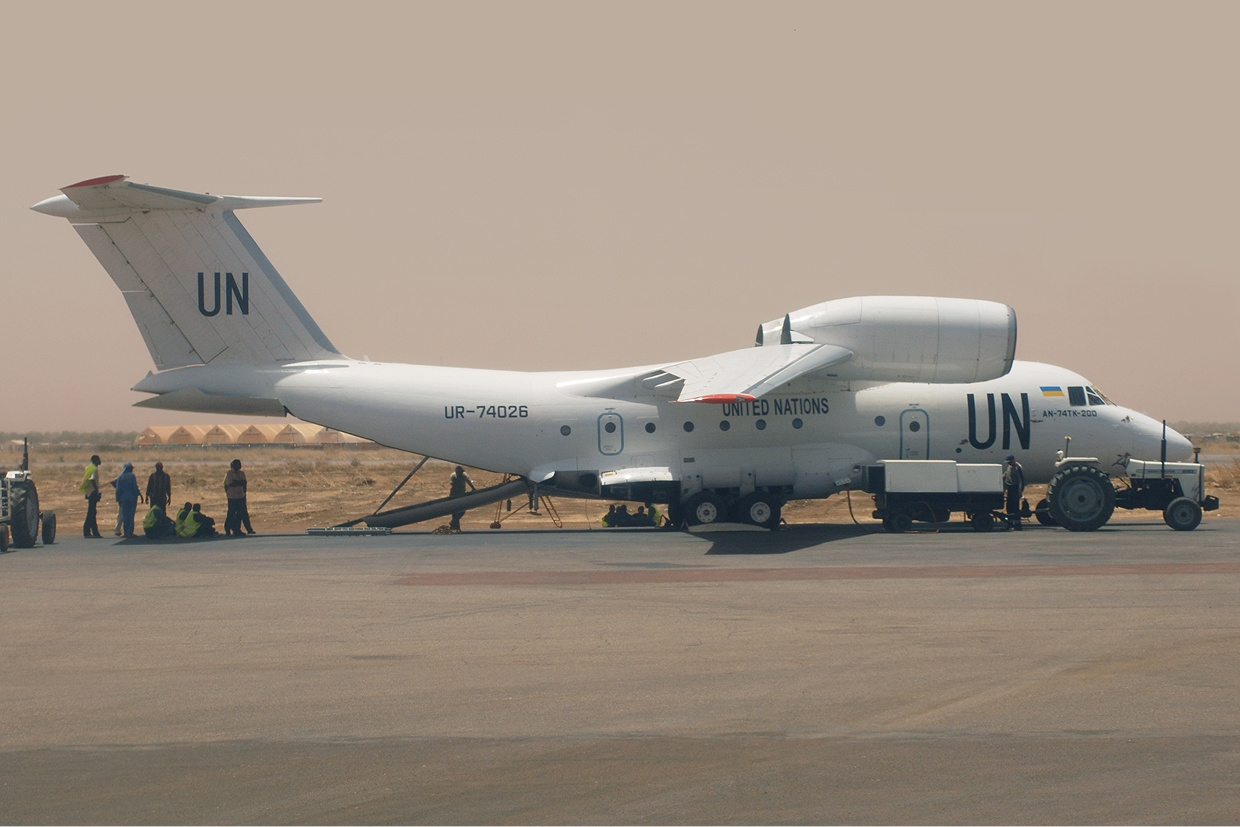
Ан-74ТК-200, UR-74026

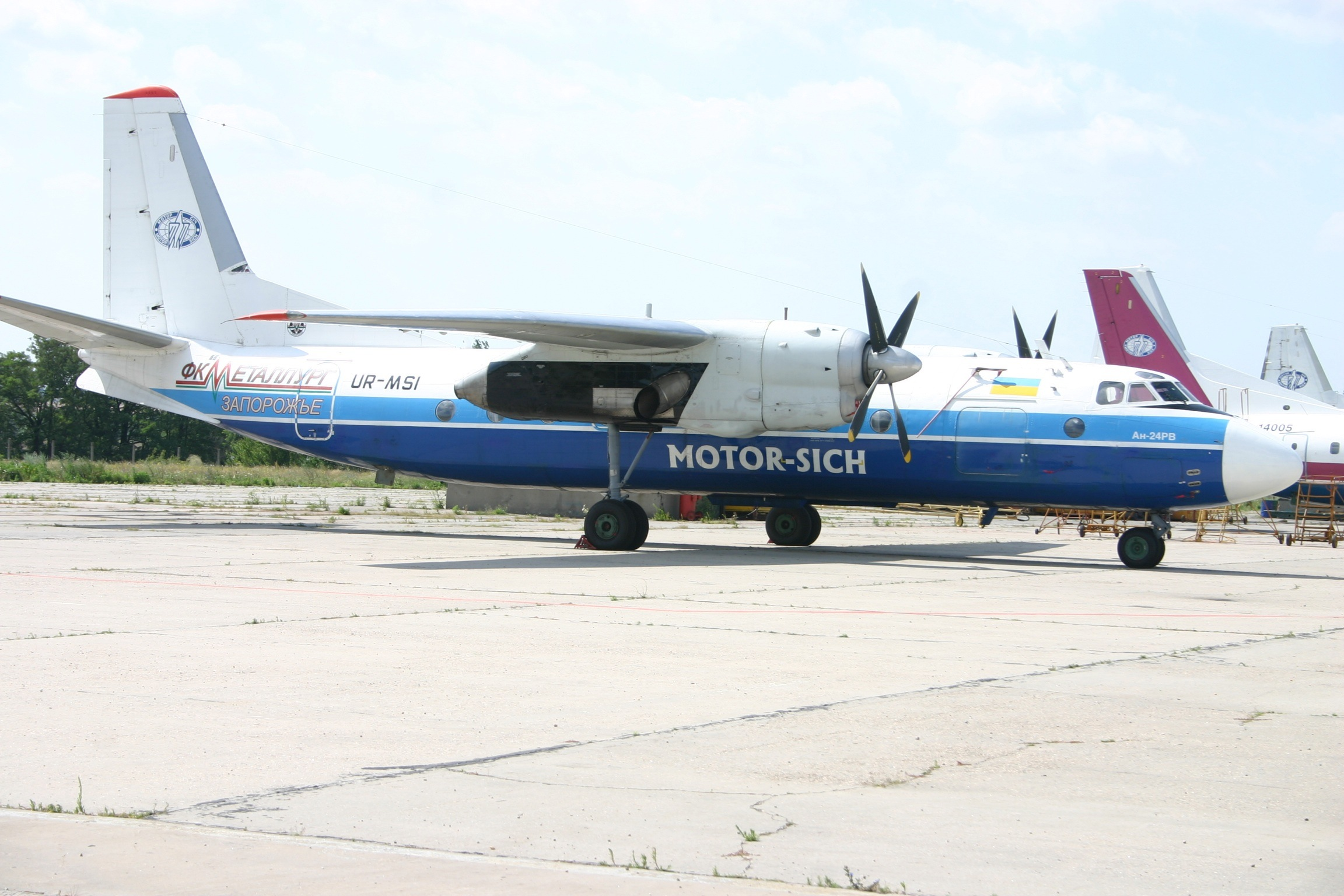
Ан-24РВ, UR-MSI

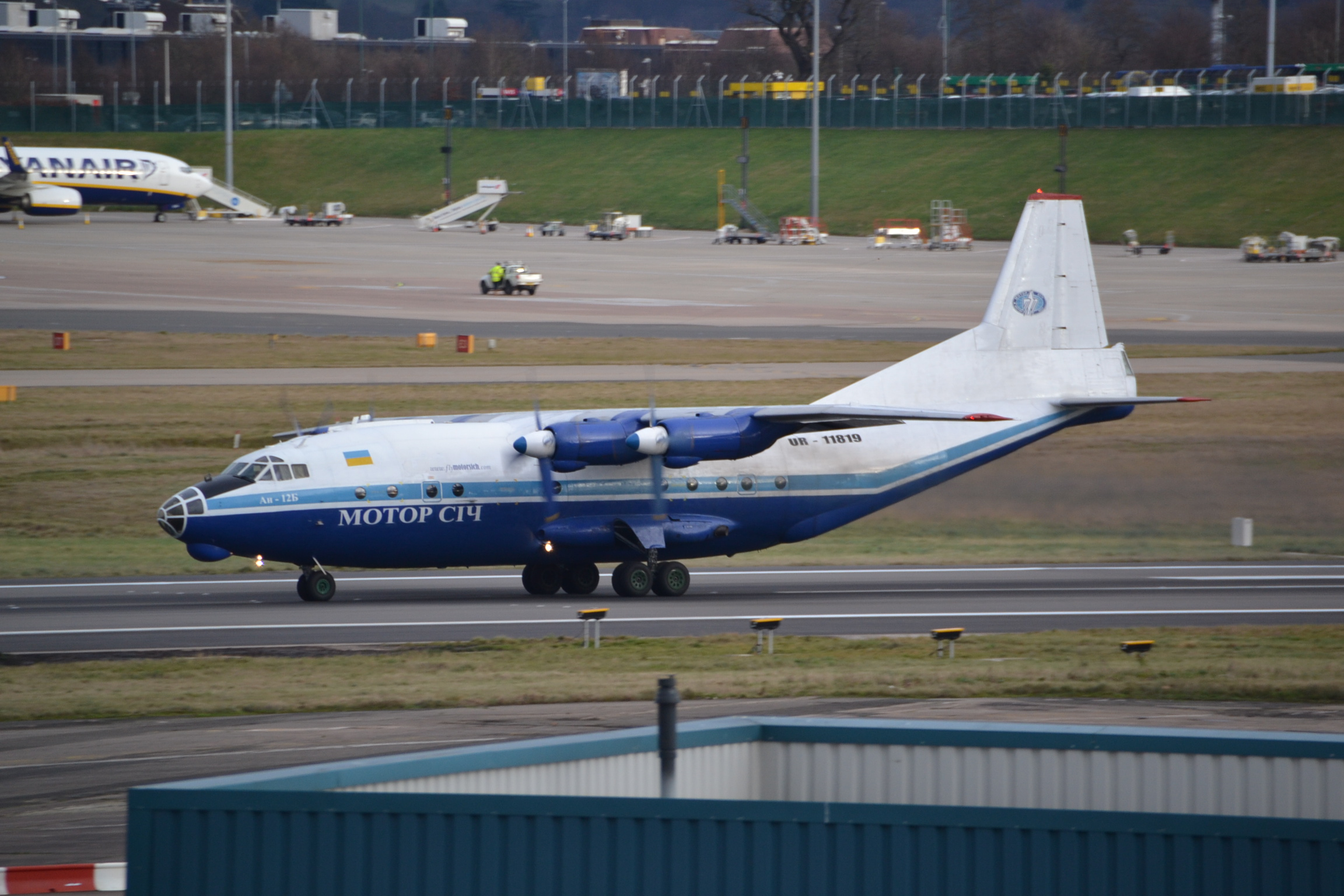
Ан-12Б, UR-11819

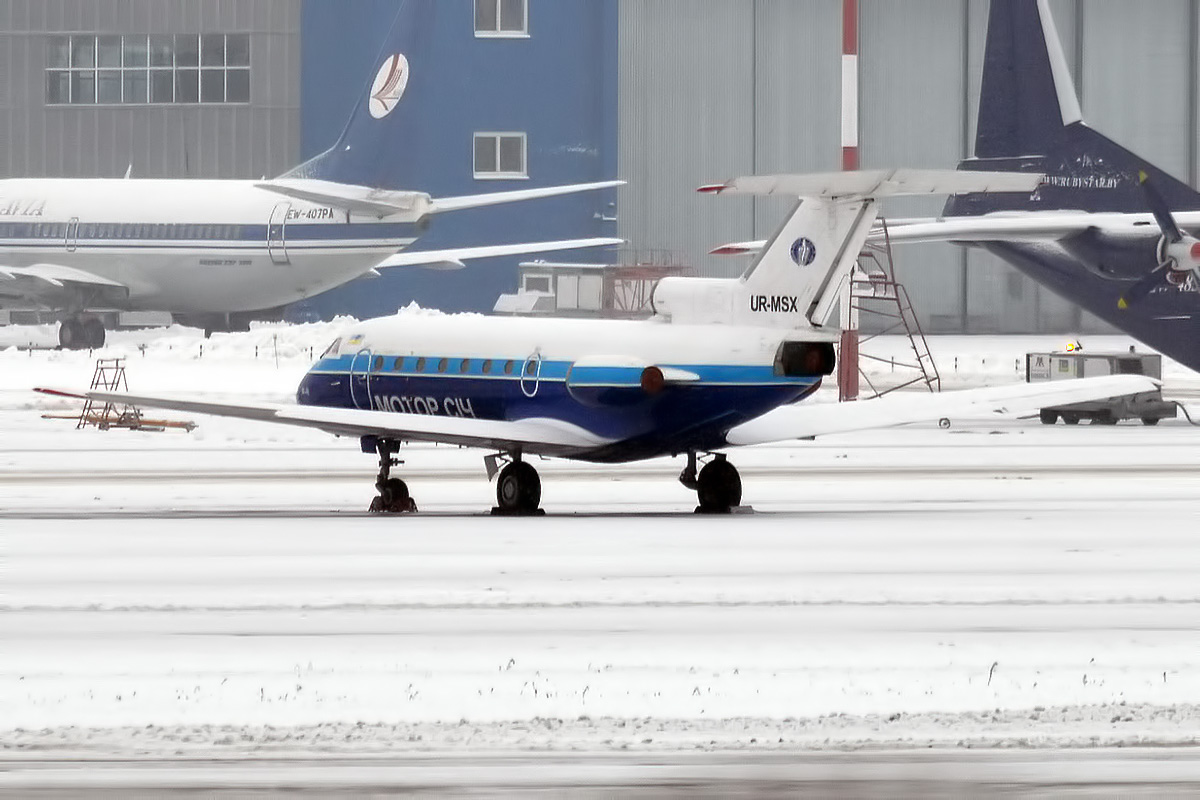
Як-40, UR-MSX

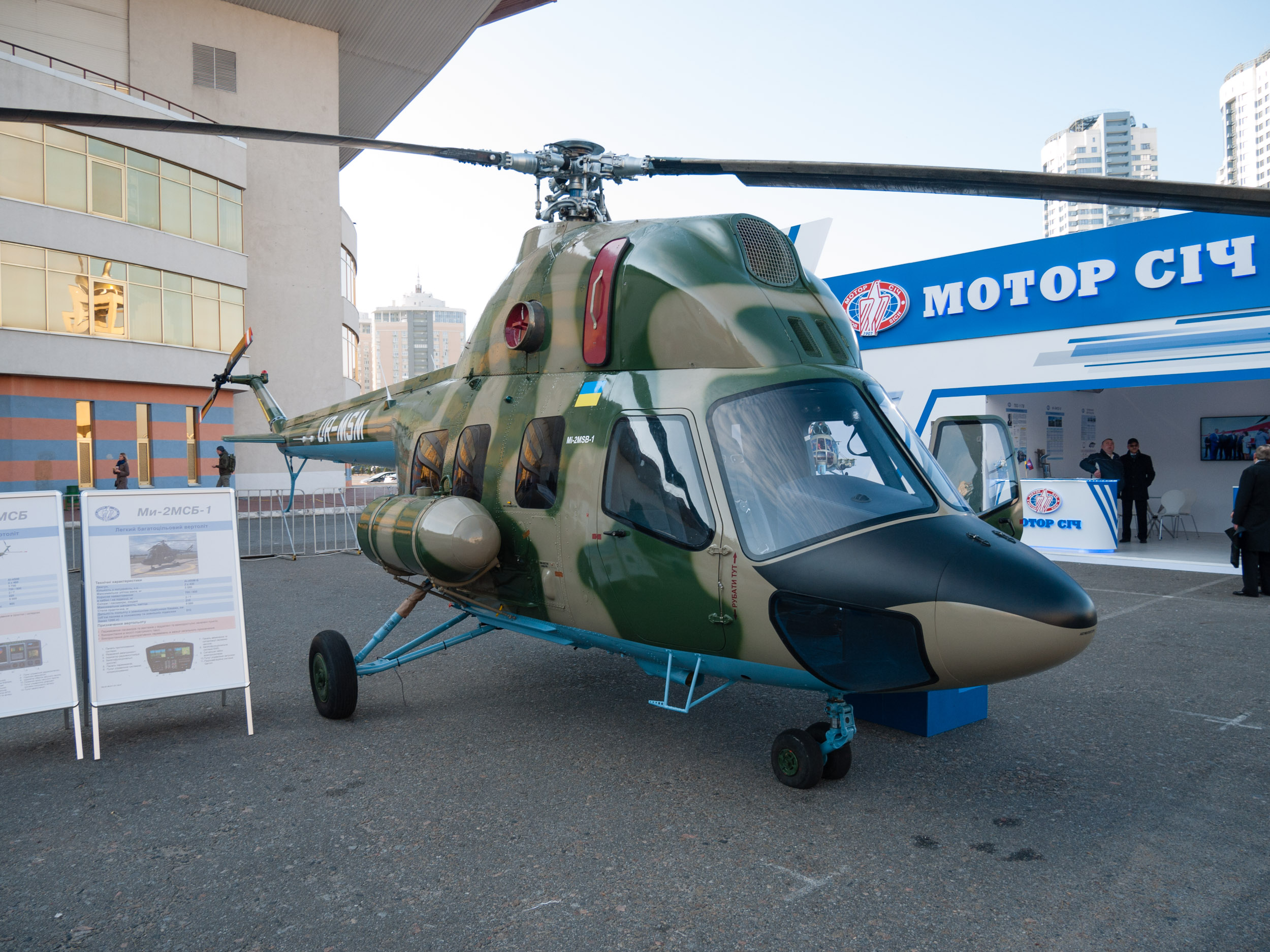
Ми-2МСБ-1, UR-MSM

Представительства авиакомпании имеются в Запорожье, Киеве, Львове, Одессе, Москве, Минске.
По состоянию на 2007 год штат авиакомпании составлял 197 сотрудников.
Авиакомпания ОАО «Мотор Сич» имеет сертификат соответствия системы управления качеством требованиям международного стандарта ISO 9001:2008.
По состоянию на 2019 г. компания совершает рейсы по следующим направлениям:
- - Запорожье — Киев
  - Запорожье — Минск
  - Запорожье — Бургас (с 6 июня 2019 года по 19 сентября 2019 года)
  - Киев — Одесса
  - Киев — Львов
  - Киев — Ужгород (с 03.06.2019)

## Флот
По состоянию на 2021 год флот компании состоял из следующих воздушных судов:
| Модель      | Государственный знак | Заводской номер | Год изготовления | № регистрационного удостоверения |
| ----------- | -------------------- | --------------- | ---------------- | -------------------------------- |
| Ан-12Б      | UR-11819             | 6344009         | 1966             | РП2589/4                         |
| Ан-12БК     | UR-11316             | 9346810         | 1969             | РП2868/3                         |
| Ан-140-100  | UR-14005             | 36525305021     | 2003             | РП3265/2                         |
| Ан-24РВ     | UR-47297             | 7306610         | 1971             | РП1139/3                         |
| Ан-24РВ     | UR-BXC               | 37308902        | 1973             | РП3025/3                         |
| Ан-24РВ     | UR-MSI               | 27307608        | 1972             | РП3029/2                         |
| Ан-74ТК-200 | UR-74026             | 36547096919     | 1992             | РП2735/4                         |
| Ми-2        | UR-MSG               | 514424095       | 1975             | РП4079                           |
| Ми-2        | UR-VBG               | 545620048       | 1978             | РП4542                           |
| Ми-2        | UR-VBH               | 544949106       | 1976             | РП4613                           |
| Ми-2МСБ-1   | UR-MSM               | 5210001106      | 1986             | РП2360/4                         |
| Ми-2МСБ-1   | UR-VBI               | 544337085       | 1975             | РП4473/2                         |
| Ми-8МСБ-Т   | UR-MSJ               | МСБ8430005      | 2014             | РП4281                           |
| Ми-8МСБ-Т   | UR-VBE               | 9721712         | 1972             | РП4535                           |
| Як-40       | UR-88310             | 9940760         | 1980             | РП3000/4                         |
| Як-40       | UR-MSX               | 9530642         | 1975             | РП3454/1                         |
| Як-40       | UR-VBV               | 9510540         | 1975             | РП2173/4                         |

В августе 2006 парк компании состоял из:
- 1 Ан-140

На 2009 год авиакомпания имела в своём составе следующие воздушные суда::
- 1 × Ан-140
- 3 × Ан-12
- 2 × Ан-24РВ
- 1 × Ан-74
- 2 × Як-40

На 2011 год флот авиакомпании составлял
- пассажирские самолёты[12] (Як-40[13] в том числе и UR-87215 VIP[14], Ан-140[15], Ан-24РВ[16]),
- грузовой самолёт[17] Ан-12БК UR-11316 1969 года выпуска[18],
- грузопассажирский самолёт[19] Ан-74ТК-200[20] (на самолёте установлены два турбовентиляторных двигателя Д-36 серии 3А производства ОАО «Мотор Сич», которые соответствуют требованиям ICAO по низкому уровню шума и выброса загрязняющих веществ в атмосферу).

## История
История создания авиакомпании началась в соответствии с приказом Министерства авиационной промышленности СССР № 489 от 07.12.1983 года о передаче ОАО «Моторсич» первого самолёта Як-40 № 83219. Первый рейс самолёт совершил 24 октября 1984 года по маршруту Запорожье — Москва — Запорожье.
Первый вылет на самолёте авиационно-транспортного отряда ОАО «Мотор Сич» выполнил экипаж в составе:
- командир воздушного судна Кацал В. Л.
- второй пилот Даньшин Г. В.
- бортинженер Придорогин В. А.

Активное участие в создании авиационного отряда сыграли его первые руководители:
Малеев Г. В., Щехоткин Н. Н., Кацал В. Л., Резников В. А., Юрчак Ю. И., Еланский В. И., Портенко С. И., Придорогин В. А.
Затем самолётный парк АТО вырос с 1 самолёта до 16. Это были: Ан-12, Ан-26, Ан-74, Як-40, Ми-8, Ми-17. Личный состав увеличился с 12 до 230 человек. После распада Советского Союза запорожский лётный отряд был реорганизован. Непосредственно авиакомпания была зарегистрирована в 1995 году.
Сертификат эксплуатанта № 025 от 22.01.2009 года выдан Укравиатрансом. Лицензия на выполнение авиационных перевозок № 041697 от 23.08.2007 года.
С апреля по ноябрь 2009 года авиакомпания «Мотор Сич» находилась в списке запрещённых в Евросоюзе авиакомпаний, однако после авиакомпания снова получила право летать в ЕС.

## Галерея
Ранее использовавшиеся авиакомпанией воздушные суда

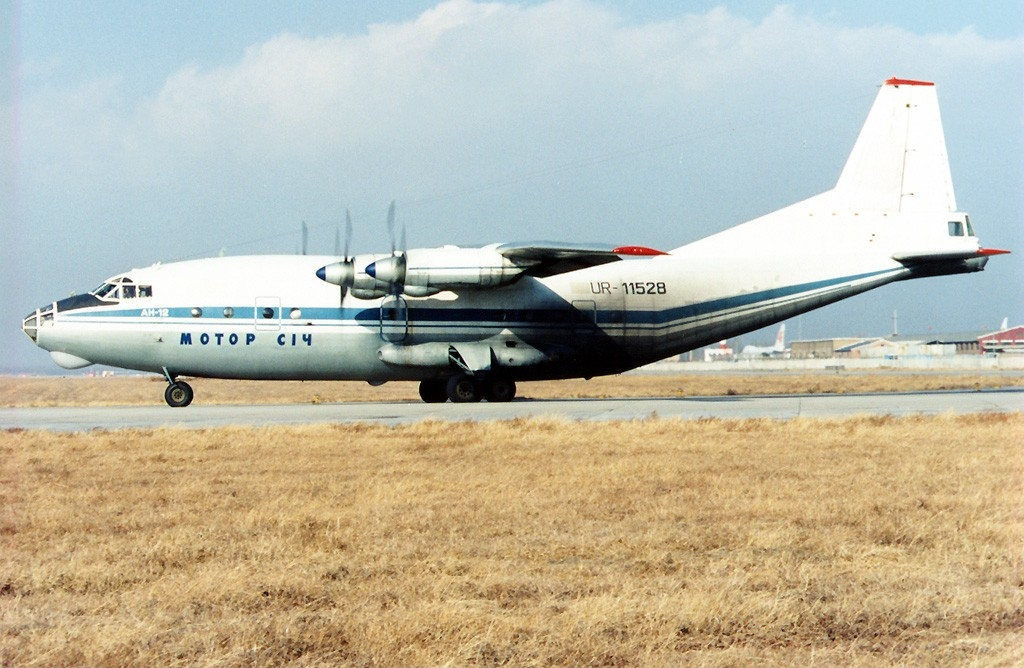
Ан-12БП, UR-11528
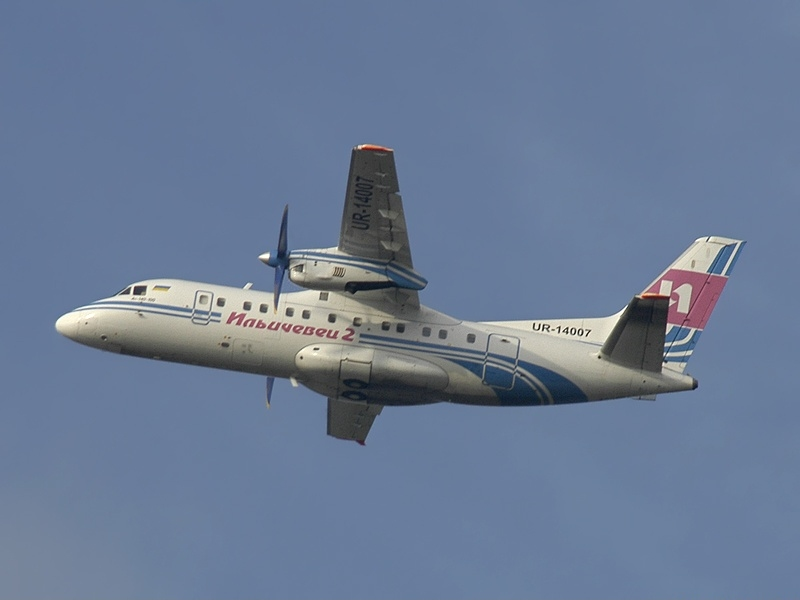
Ан-140, UR-14007
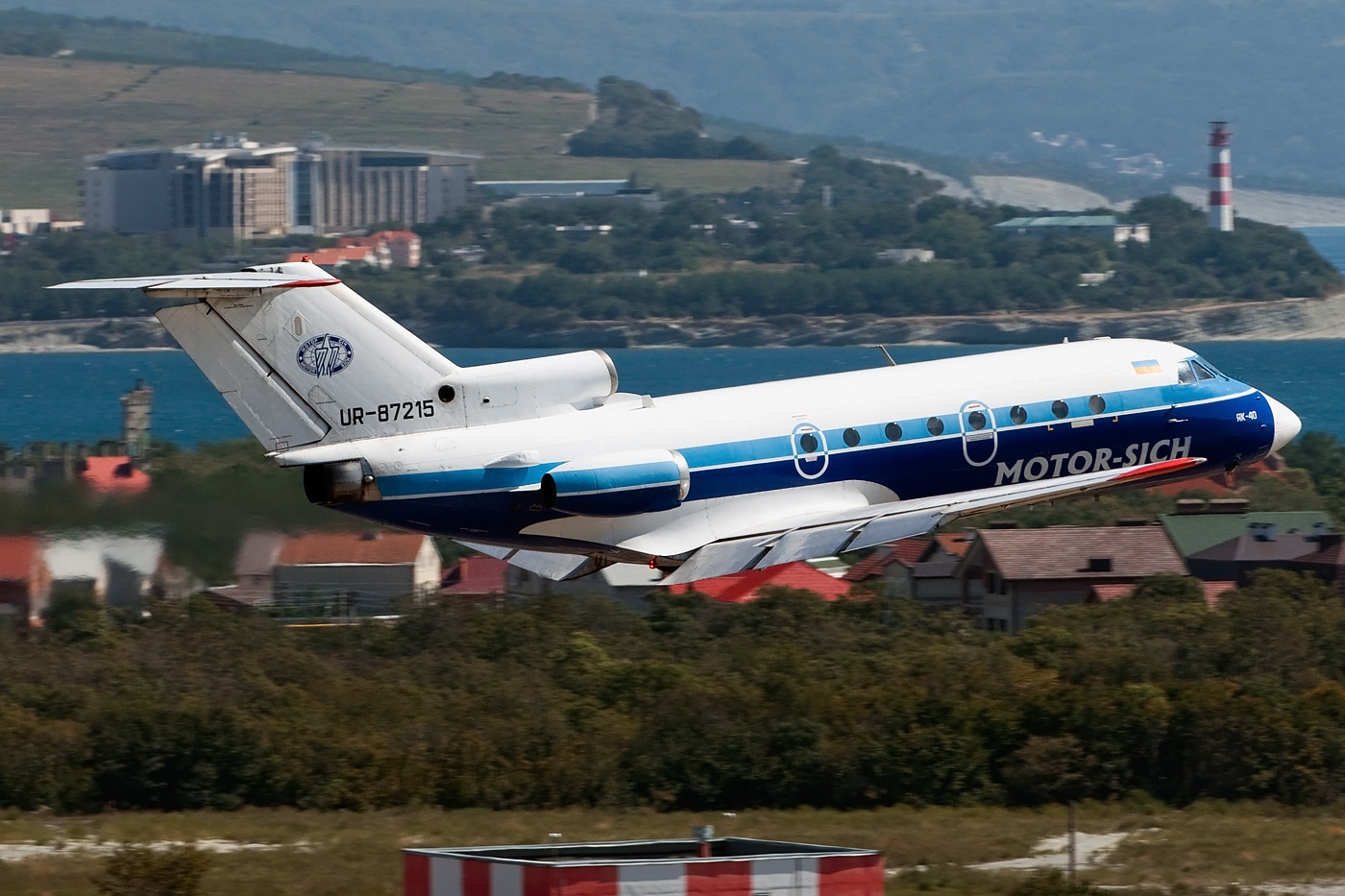
Як-40, UR-87215
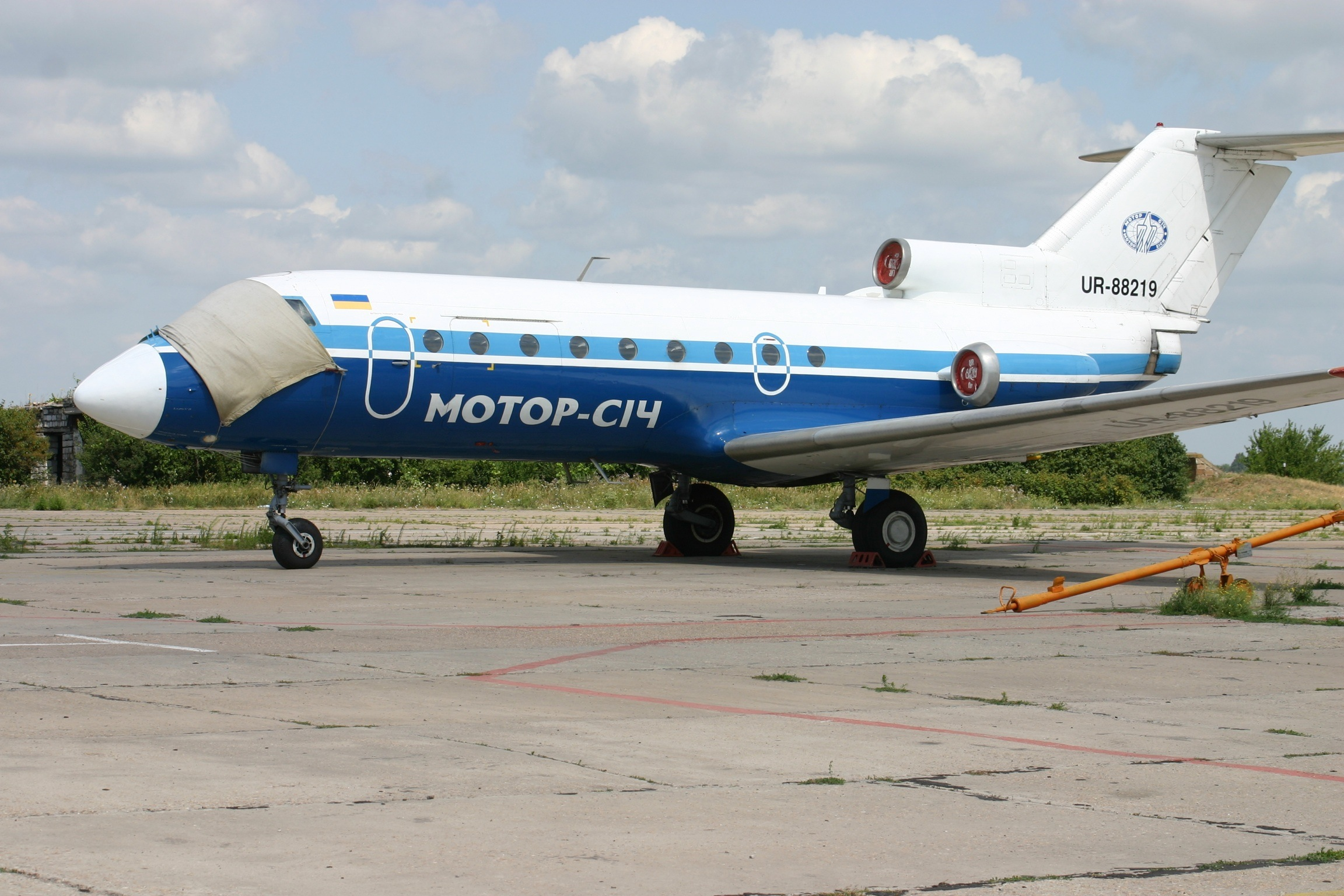
Як-40, UR-88219
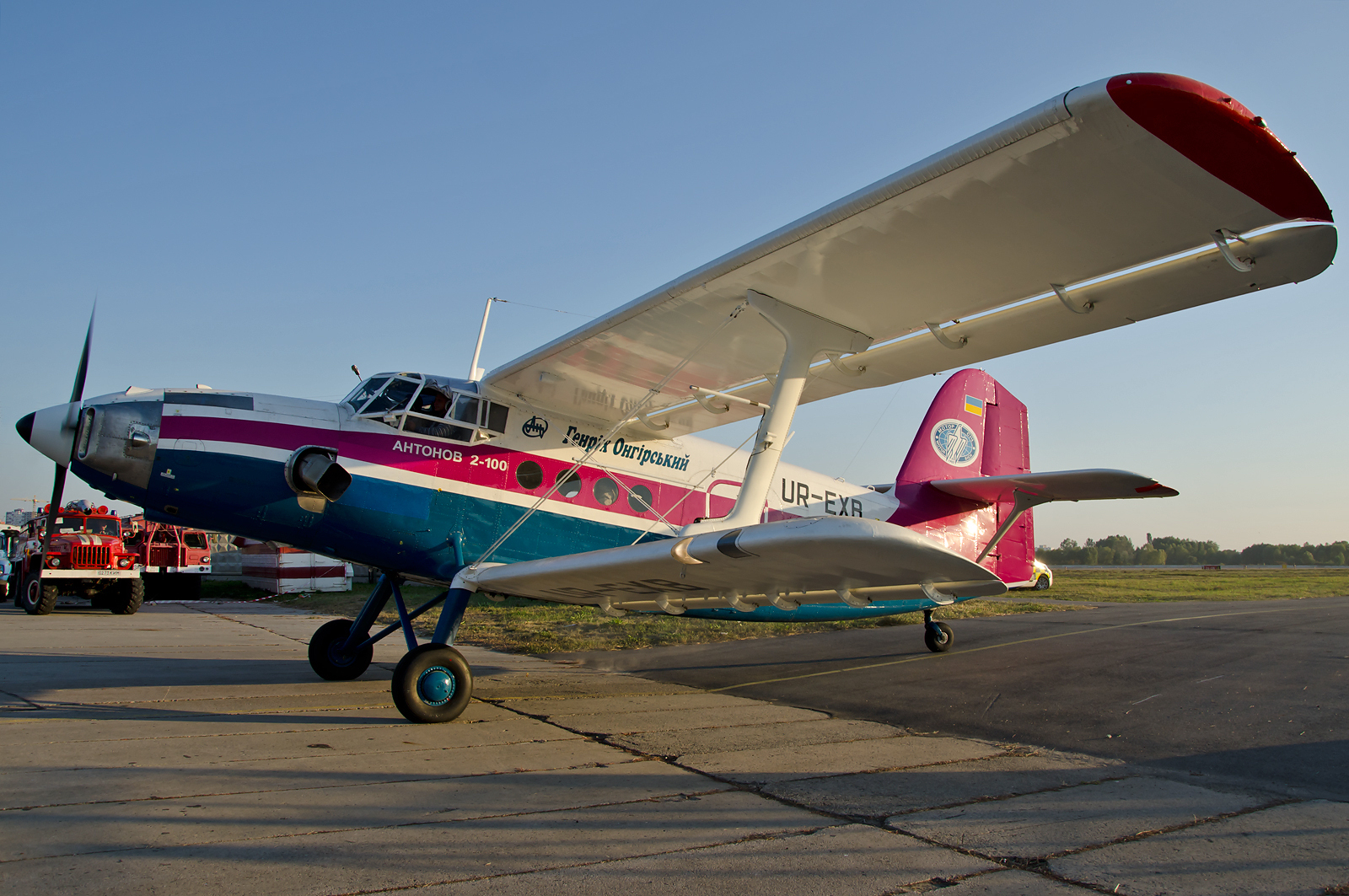
Ан-2-100, UR-EXB